# Metazygia benella
Metazygia benella är en spindelart som beskrevs av Levi 1995. Metazygia benella ingår i släktet Metazygia och familjen hjulspindlar. Inga underarter finns listade i Catalogue of Life.